# Трудовий потенціал
Трудовий потенціал — це сукупна суспільна здібність до праці, потенційна дієздатність суспільства, його ресурси праці.
Науковим вивченням трудового потенціалу займалося багато вчених. Але єдиного трактування поняття “трудовий потенціал” досі не існує. Наслідком цього явища є те, що різні вчені підходили до визначення цього поняття з різних позицій.
| Автор               | Рік  | Визначення |
| ------------------- | ---- | --- |
| А.Б. Борисов        | 2000 | ТП - це існуючі сьогодні та передбачувані трудові можливості, які визначаються чисельністю, віковою структурою, професійними, кваліфікаційними та іншими характеристиками персоналу підприємства.                              |
| Н.І. Шаталова       | 2003 | ТП - міра існуючих ресурсів і можливостей, що безперервно формуються в процесі всього життя особистості, втілених у трудову поведінку та визначаючих його реальну продуктивність.                                              |
| О.Л. Бевз, Г.В. Лич | 2004 | ТП - це інтегральна здібність і готовність людей до праці, незалежно від її сфери, галузі, соціально-професійних характеристик.                                                                                                |
| Е.В. Сарапука       | 2007 | ТП - узагальнена трудова дієздатність колективу підприємства, ресурсні можливості в сфері праці спискового складу підприємства виходячи з його віку, фізичних можливостей, наявних знань і професійно-кваліфікаційних навичок. |
| А. Данілюк          | 2008 | ТП - головний ресурс підприємства, оскільки саме завдяки людському інтелекту може створюватись нова, конкурентноздатна продукція.                                                                                              |

## Фактори трудового потенціалу
Існують численні фактори, що визначають формування трудового потенціалу.
Кількісні фактори  включають: 
- чисельність працездатного населення;
- кількість робочого часу, відпрацьованого працездатним населенням, або такого часу, який може бути відпрацьований;
- чисельність безробітних;
- чисельність і структуру зайнятого населення;
- статево-вікову структуру населення;
- рівень народжуваності.

Якісні фактори включають:
- психофізіологічну працездатність;
- загальноосвітній та професійно-кваліфікаційний рівень;
- рівень культури;
- моральну зрілість;
- схильність працездатних осіб до мобільності;
- трудову міграцію;
- трудову (економічну) активність.

## Трудовий потенціал як категорія
Трудовий потенціал може розглядатися, як соціально-економічна, так і обліково-статистична категорія. Глибина структуризації трудового потенціалу дає змогу розглядати його, як параметр, що обумовлюється безупинними змінами в складі самих працівників, технології та засобів виробництва, а також у співвідношенні джерел екстенсивного та інтенсивного зростання трудового потенціалу.